# Elías Semán
Elías Semán Abdala (Buenos Aires, 2 de agosto de 1934 - visto por última vez en El Vesubio en 1978) fue un abogado, ensayista y activista de izquierda maoísta argentino; cofundador y primer secretario general de Vanguardia Comunista. Produjo escritos sobre la Revolución cubana con particular énfasis en su repercusión en América Latina y sobre sus experiencias en la China posrevolucionaria, a la que visitó en tres oportunidades. Se desempeñó como profesor en la Universidad Nacional de Córdoba y como asesor del gremio SITRAC-SITRAM. Fue detenido en la vía pública de Buenos Aires y trasladado al centro clandestino de detención El Vesubio el 16 de agosto de 1978 durante el autodenominado Proceso de Reorganización Nacional, estando desaparecido desde entonces.

## Biografía

### Primeros años y formación profesional
Nació en Buenos Aires el 2 de agosto de 1934; siendo su padre, Elías Semán (p), de origen musulmán y su madre, Genoveva Abdala, de extracción maronita; más ambos inmigrados de Batroumín en las inmediaciones de Trípoli en los años 20 a la capital argentina, donde tenían una lencería y donde tuvieron otros tres hijos: Víctor, Victoria y Eduardo.
Se recibió de abogado en la Universidad de Buenos Aires durante el segundo gobierno de Perón e ingresó a la Juventud Socialista del PS, alineándose en la interna del partido de 1957-58 con la fracción más izquierdista liderada por Alfredo Palacios y Alicia Moreau de Justo, que pasaría a denominarse Partido Socialista Argentino (PSA). Más tarde, compartió un estudio jurídico en Córdoba con los laboralistas Carlos Patrignani y Pablo Bernard; junto a los que defendió a presos políticos y los que también serían detenidos-desaparecidos. En la entrada del estudio, había un cartel aclaratorio de que en lo laboralista se defendía exclusivamente a la «parte trabajadora».

### Años 60: Revolución cubana y Vanguardia Comunista
En 1961, publicó el panfleto Cuba Miliciana, tras la declaración de la república socialista por Fidel Castro en abril. En el mismo, se muestra mayormente elogioso de la Revolución cubana y de sus efectos en América Latina, aunque aclarando que no se trataba de un «producto exportable». En ese mismo año, encabezó junto a otros una escisión del PSA para formar el Partido Socialista Argentino de Vanguardia (PSAV), de cuya publicación Sin Tregua fue director. También en ese año viajó a Cuba, donde contaba con un primo miembro del ejército y de los servicios de inteligencia. En una ocasión, tras hacer un monólogo contra los trotskistas -en el que los trataba de traidores a las revoluciones en las que habían participado, empezando por el mismo Trotsky en la Revolución rusa- frente al comisario político cubano, este último le contestó: Y eso de los tronquistas (sic) que me dijo, ¿cómo fue? Durante su estadía en la isla también criticó la estrategia de exportar la revolución y la imposibilidad de un movimiento de guerrilla en Argentina. Retomando esa última idea, en 1964 publicó el ensayo El Partido Marxista-Leninista y el guerrillerismo, donde se expresó sobre la falta de condiciones para una insurrección, sobre la construcción a largo plazo de un partido de masas reflejado en la experiencia maoísta y sobre la necesidad de un nuevo abordaje de temas como la descolonización de África y fenómenos populares como el peronismo.
También en 1964, encabezó junto a Roberto Cristina, Rubén Kriscautsky y Saúl Micflick una escisión del PSAV para conformar Vanguardia Comunista, del que sería su primer secretario general. En simultáneo, encabezaría No Transar; el medio de comunicación del nuevo partido. La separación estuvo motivada por el desacuerdo con posturas reformistas adoptadas por la cúpula del partido -como la intención de acordar con el peronismo- y alineamientos del mismo con políticas de la Unión Soviética en países latinoamericanos. Desde Vanguardia Comunista se mantuvo elogioso de lo que consideraba los logros de la Revolución cubana, como su dimensión antiimperialista, aunque adoptó un tono más crítico hacia Fidel Castro con respecto a lo que consideraba sus «desviaciones» y su promoción de la guerrilla en el resto del continente. Además, en el contexto de la ruptura sino-soviética, el nuevo partido tenía mayor afinidad con el Partido Comunista de la República Popular China. La inclinación de Semán por el comunismo chino se acentuó  tras su primera visita a la China Maoísta en 1965.

### Años 70: Golpe del ´76,Punto de Vistay Detención-Desaparición
En el inicio de los años 70, participó de la conformación de la Agrupación de Abogados de Córdoba (ADA), que nucleaba gremialmente a abogados de izquierda defensores de víctimas de represión política. En las elecciones de marzo y septiembre de 1973, llamó a votar en blanco. Mientras se producía el golpe al gobierno de María Estela Martínez de Perón, se encontraba en Europa volviendo de su última visita a China. Al poco tiempo en ese mismo año, Vanguardia Comunista pasó a denominarse «Partido Comunista Marxista Leninista»; con Roberto Cristina habiendo asumido su secretaría general en sucesión de Semán en 1971. La esposa de Elías, Susana, se trasladó también tras el golpe de Córdoba a Mar del Plata, donde residía su hermana. En junio secuestraron al cuñado de Susana, el director de teatro Gregorio Nachman, y en julio Elías regresó al país. En 1977, la familia Semán se trasladó a Buenos Aires.

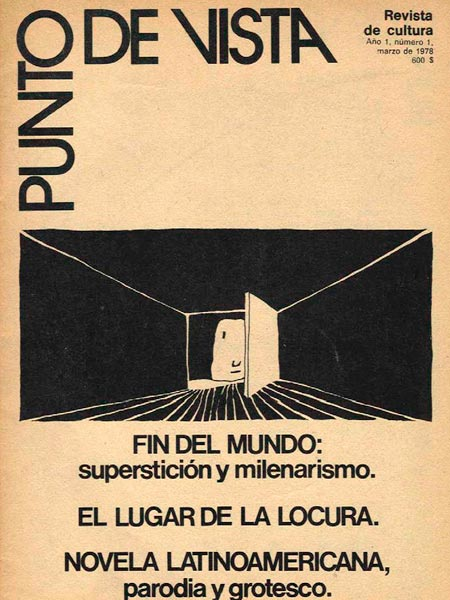
Primer ejemplar de Punto de Vista.

En 1977, cofundó junto a Rubén Kriscautsky, Abraham Hochman, Carlos Altamirano, Ricardo Piglia y Beatriz Sarlo la revista Punto de Vista, de línea editorial particularmente heterodoxa para enmarcarse en la izquierda política. En ese tiempo, empezó a planificar en fichas un libro sobre historia argentina desde la colonia hasta su tiempo. Por otra parte, el éxito inicial de la dictadura en la opinión pública lo motivó a buscar alianzas políticas y sindicales más amplias, particularmente con el peronismo.
Fue secuestrado el 16 de agosto de 1978 a los 44 años en la vía pública. Sus captores lo llevaron a su casa, donde se reunió por última vez con su esposa e hijos, antes de ser llevado al centro clandestino de detención El Vesubio, donde consta que fue torturado. A partir de ese punto, solo consta que Semán no ha aparecido. 
En los Juicios El Vesubio I, II y III se dictó sentencia por lo acontecido allí en los años 70.